# オルケスタ・デ・ラ・ルス
オルケスタ・デ・ラ・ルス（Orquesta De La Luz）は、1984年に結成された日本のサルサのバンド。Orquesta De La Luzとはスペイン語で光の楽団（英訳するとOrchestra of the Light）という意味である。
メンバーのソロ活動を尊重するため1997年に一度解散したが、2002年にバンド活動を再開している。

## 経歴
日本初のサルサ・バンドであるオルケスタ・デル・ソルに参加していたパーカッショニストの大儀見元をリーダーとして、1984年に結成。当時の日本ではサルサの知名度が低く、ライブハウスを中心に地道な活動を続ける。
1987年、ニューヨークの代理人に持ち込んだデモテープが認められ、1989年夏に自費で渡米し、ニューヨークのサルサ・フィスティバルで成功をおさめる。
1990年6月、BMGビクターよりファーストアルバム『デ・ラ・ルス』でデビュー。洋題『Salsa caliente del Japón（日本からの熱いサルサ）』として全米で発売すると、ビルボード誌ラテン・チャートで11週間にわたって1位を獲得。NORAのスペイン語詞のヴォーカルなど、本格的なサルサが本場ラテンアメリカでも受け入れられ、その後は北米、中南米、ヨーロッパでワールドツアーを行う。大儀見は1990年に脱退し、カルロス菅野がリーダーを継ぐ。
1991年の2枚目のアルバム『サルサに国境はない』はプラチナディスク、1992年の3枚目のアルバム『ディフェレンテス』はゴールドディスクを獲得。1991年と1993年に日本レコード大賞特別賞を受賞。1993年に発表した4枚目のアルバム『ラ・アベントゥーラ』は第37回グラミー賞ベスト・トロピカル・ラテン・アルバム部門にノミネートされ、その年のNHK紅白歌合戦に紅組で出演している（参照「1993年の音楽」）。同年に国連平和賞（the United Nations peace medal）を受賞した。1994年には日本武道館の「WE LOVE MUSIC, WE LOVE THE EARTH」のステージでサンタナと共演。
ピアニストの塩谷哲はジャズの分野で活動するようになり、NORAが芸術選奨新人賞（大衆芸能部門）を受賞するなど、メンバーがそれぞれソロ活動を行うようになる。1995年に菅野は脱退して熱帯JAZZ楽団を結成、1996年に塩谷も脱退したためバンドは活動を休止し、翌1997年7月に解散コンサートを行う。
BMGビクター期のアルバムは、2000年にBMGファンハウス（現Ariola Japan）より再発されている（実際にはGT Music）。『フェリス・クリスマス』は、再発時に『サルサ・クリスマス』と改題されている。
2001年に起きたアメリカ同時多発テロ事件を受けて、翌2002年に主宰したチャリティー・イベント「ワールド・ピース・ミュージック・フェスティバル」でバンドを再結成した。翌2003年にも同イベントを開催し、好評により新生デ・ラ・ルスとして活動を再開する。
2004年に、avex ioより『¡BANZAAAY! -バンザーイ!-』を発表した。
その後、アルバム4枚をリリースし、各地のフェスティバルや海外などでも出演。2006年には東京で定期的なイベント「DOMINGO」をプロデュースするなど、さらに幅広いファンを獲得。
また、結成30周年にあたった2014年は、各地でツアーを行ったり、7月にOrquesta Del Solとのコラボライブ、10月には30周年記念ライブの開催など、精力的な活動を行った。2015年は『ブラタモリ』の新OPテーマ、井上陽水の「女神」を演奏。
2019年デビュー35周年を迎え、10年振りのニュー・アルバム「Gracias Salseros」を発売。3月にFacebookにて配信したデビュー曲「Salsa Caliente Del Japón」のリハーサル映像が、1000万回再生を突破し、中南米を中心に世界中で話題になっている。
「日本ラテン化計画」を旗印に精力的に活動中であるが、結成40周年となった2024年は、より一層活動を活発化。グループ史上はじめてのクラウドファンディングが約200％の達成率で終了。5/22には記念アルバム「Más Caliente」を発売し、各地での記念公演を実施し、好評を博した。
2025年はメジャーデビュー後35周年となるので、さらにアクティブに活動中。

## メンバー

### 現メンバー
1984年結成当時のオリジナルメンバーで残っているのはNORAのみである。
- NORA  (Vocal)
- JIN (Vocal, Chorus)
- 鈴木ヨシロー (Timbales, Chorus)
- 伊波淑 (Congas)
- 佐藤由 (Bongos)
- 井高寛朗 (Pf)
- 澁谷和利 (Bass)
- 佐久間勲 (Tp)
- 五反田靖 (Tp)
- 前田大輔 (Tb)
- 相川等 (Tb, Chorus)

### 元メンバー
- 大儀見元（Perc. 1984-1990）
- 澤田浩史（Bass 1984-1994）
- 江川ゲンタ（Tim 1984-?）
- 前嶋康明（Piano 1984-?）
- 塩谷哲（Piano 1986-1996）
- カルロス菅野（Perc. 1987-1995）
- 佐々木史郎（Tp 1987-1997）
- 伊達弦（conga 1987-1992）
- 青木タイセイ（Tb 1989-1997）
- 伊藤寛康（Bass 1994-2004）
- 都筑章浩（perc. 1994-1997）
- 寺内茂（Tp 1991-1997 2003-?）
- 扇谷研人（Piano 2003-2007）
- 斎藤タカヤ（Piano 2007-2024）
- 石戸谷斉（Tb 2004-2006)
- 福本佳仁（Tp）
- 中路英明（Tb）
- 下神竜哉（Tp）
- 宮本仁（Congas）
- 村田陽一（Tb）
- 山口卓也（Tb 1984-?)

## ディスコグラフィ

### アルバム
| 枚 | タイトル                                                     | 発売年 | レコード会社                           |
| -- | ------------------------------------------------------------ | ------ | -------------------------------------- |
| 1  | DE LA LUZ                                                    | 1990   | BMGビクター                            |
| 2  | SALSA NO TIENE FRONTERA                                      | 1991   | BMGビクター                            |
| 3  | SOMOS DIFERENTES                                             | 1992   | BMGビクター                            |
| 4  | HISTORIA DE LA LUZ                                           | 1993   | BMGビクター                            |
| 5  | LA AVENTURA                                                  | 1993   | BMGビクター                            |
| 6  | FELIZ CHRISTMAS                                              | 1994   | BMGビクター                            |
| 7  | SABOR DE LA LUZ                                              | 1995   | BMGビクター                            |
| 8  | FINAL CONCERT ¡Adios Amigos!                                 | 1998   | Dynaware                               |
| 9  | BEST OF ORQUESTA DE LA LUZ                                   | 2000   | BMGビクター                            |
| 10 | ORQUESTA DE LA LUZ LIVE                                      | 2003   | BMGビクター                            |
| 11 | ¡BANZAAAY!                                                   | 2004   | avex io                                |
| 12 | ARCO IRIS                                                    | 2005   | avex io                                |
| 13 | LET'S SALSA!! - THE BEST SALSA DANCE COLLECTION -            | 2007   | セル1B                                 |
| 14 | ¡CALIENTE!                                                   | 2008   | BookRidge Records                      |
| 15 | サルサ食堂〜日本ラテン化計画!                                | 2009   | ユニバーサルミュージック               |
| 16 | RON VIEJO                                                    | 2009   | ユニバーサルミュージック               |
| 17 | VERY BEST OF ORQUESTA DE LA LUZ～25th Anniversary Collection | 2010   | ソニー・ミュージックエンタテインメント |
| 18 | ORQUESTA DE LA LUZ BILLBOARD LIVE DIRECT                     | 2015   | Amazon Records                         |
| 19 | Gracias Salseros                                             | 2019   | キングレコード                         |
| 20 | Más Caliente🔥                                               | 2024   | NS Records Japan                       |

### ビデオ
- マディソン・スクェア・ガーデンのオルケスタ・デ・ラ・ルス  BMGビクター

### LD
- マディソン・スクェア・ガーデンのオルケスタ・デ・ラ・ルス  BMGビクター

### DVD
- オルケスタ・デ・ラ・ルス・ライブ (2003) BMGファンハウス
- SALSA FOR PEACE (2004) ポニーキャニオン

## NHK紅白歌合戦出場歴
| 年度/放送回              | 回 | 曲目               | 出演順 | 対戦相手 |
| ------------------------ | -- | ------------------ | ------ | -------- |
| 1993年（平成5年）/第44回 | 初 | サルサに国境はない | 10/26  | 前川清   |

注意点
- 出演順は「出演順/出場者数」で表す。

## セッションに参加したミュージシャン
- 米米CLUB - コンサートツアー『a K2C ENTERTAINMENT SHARISHARISM 7』の「Co-Conga編」に初代リーダー大儀見元をはじめ当時のパーカッション隊が参加。
- B'z - アルバム『ELEVEN』
- DOUBLE - シングル『ROCK THE PARTY』
- 井上陽水 - アルバム『宇多田ヒカルのうた -13組の音楽家による13の解釈について-』、『UNITED COVER 2』。
- タモリ - TV番組「ヨルタモリ」にてセッション
- 大黒摩季 - アルバム『MUSIC MUSCLE』『BACK BEATs ＃30th Anniversary -SPARKLE-』